# Folchino Schizzi

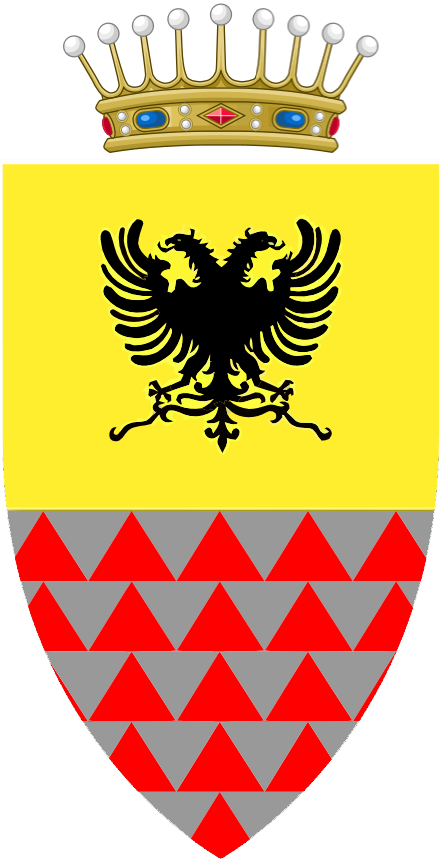
Stemma famiglia Schizzi

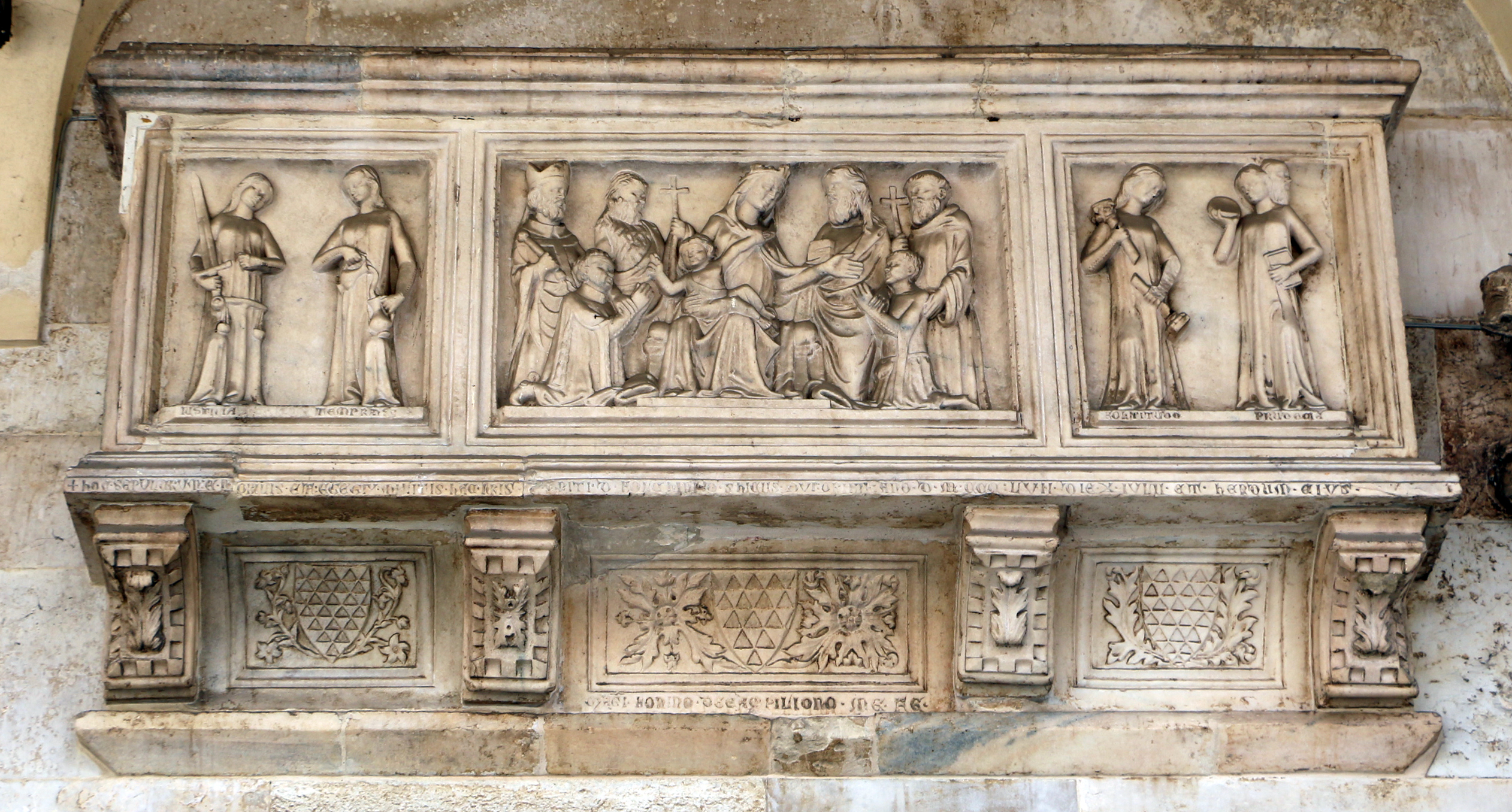
Bonino da Campione, Sarcofago di Folchino degli Schizzi, Duomo di Cremona

Folchino Schizzi (Cremona, ... – Cremona, 10 luglio 1357) è stato un politico e diplomatico italiano.

## Biografia
Nacque da Pasino Schizzi, giurista e Folchino ne seguì la carriera.
Dal 1329 si legò ai Visconti di Milano e fu podestà di Novara. Nel 1340 fu ambasciatore per conto dei milanesi presso i Gonzaga di Mantova per trattare un'alleanza antiscaligera. Per conto del vescovo di Novara e signore di Milano Giovanni Visconti ottenne gli incarichi di procuratore per i suoi beni privati e di diplomatico.
Morì nel 1537 e venne sepolto in un'arca in marmo scolpita da Bonino da Campione e collocata nel Duomo di Cremona.

## Discendenza
Folchino ebbe tre figli:
- Folchino
- Luchino
- Giovanni, politico

## Opere
- De successionibus ab intestato
- De inventarii confectione
- De privilegiis dotalibus